# Журавкино
Журавкино (мокш. Жараввеле) — село в Зубово-Полянском районе Республики Мордовия. Входит в состав Дубительское сельское поселение.

## География
Расположено на левом берегу Вада, в 27 км от районного центра и 4 км от железнодорожной станции Вад.

## История
Название-антропоним: первым поселенцем был мордвин с дохристианским именем Жарав. Позже мордовское название трансформировалось в «Журавкино». В исторических документах упоминается с 1670 г.: было опорным пунктом повстанческих отрядов под руководством М. Харитонова и Ф. Алексеева в годы Гражданской войны 1670—1671 гг.. В «Списке населённых мест Тамбовской губернии» (1866) Журавкино — село казённое и владельческое (118 дворов) Спасского уезда. Был развит экипажный промысел. По статистическим данным 1882 г., в Журавкине было 196 дворов (774 чел.).
В современном селе — СХПК «Журавкинский» в составе ТНВ «Вектор и компания» (бывший колхоз «Путь к коммунизму»), специализирующийся на производстве мясо-молочной продукции и выращивании овощей; Дом культуры, медпункт, 1 магазин; церковь Живоносного источника Божьей Матери (1885; памятник деревенского зодчества). Возле Журавкина — поселения бронзового и железного веков, Журавкинские могильники. В 3 км от села — озеро Имерка. В конце 20-х гг. 20 в. здесь часто бывал А. С. Новиков-Прибой. Дом-музей писателя (1929) не сохранился.

## Население
| 2002 | 2010 |
| ---- | ---- |
| 419  | ↘309 |

Национальный состав
Согласно результатам Всероссийской переписи населения 2002 года, в национальной структуре населения мордва составляли 83 %.

## Источник
- Энциклопедия Мордовия, С. Г. Девяткин.